# WCW Greed
Greed fue un evento de pago por visión de lucha libre profesional producido por la World Championship Wrestling. Este fue el último evento PPV de la compañía antes de que fuera comprada por la World Wrestling Federation. Tuvo lugar el 18 de marzo de 2001 en el Jacksonville Memorial Coliseum en Jacksonville, Florida.

## Resultados
- Jason Jett derrotó a Kwee Wee (12:17)
  - Jett cubrió a Kwee Wee después de un "Crash Landing".
- Elix Skipper y Kid Romeo derrotaron a Rey Mysterio y Billy Kidman ganando el Campeonato Peso Crucero en Parejas de la WCW (13:46)
  - Romeo cubrió a Misterio después de un "Last Kiss".
  - Esta fue la final de un torneo para convertirse en los primeros Campeones Peso Crucero por Parejas.
- Shawn Stasiak (con Stacy Keibler) derrotó a Bam Bam Bigelow (5:55)
  - Stasiak cubrió a Bigelow después de un "Hangman's Neckbreaker".
- Team Canada (Lance Storm y Mike Awesome) derrotó a Konnan y Hugh Morrus (11:28)
  - Awesome cubrió a Morrus después de una "Awesome Bomb".
- Shane Helms derrotó a Chavo Guerrero, Jr. ganando el Campeonato Peso Crucero de la WCW (13:57)
  - Helms cubrió a Guerrero después de un "Vertebreaker".
- The Natural Born Thrillers (Sean O'Haire y Chuck Palumbo) derrotó a Totally Buff (Lex Luger y Buff Bagwell) reteniendo el Campeonato Mundial en Parejas de la WCW (0:54)
  - O'Haire cubrió a Luger después de una "Jungle Kick" de Palumbo
  - Palumbo cubrió a Bagwell después de una "Seanton Bomb" de O'Haire.
- Ernest Miller (c/Ms. Jones) derrotó a Kanyon (10:31)
  - Miller cubrió a Kanyon después de una "Roundhouse kick".
- Booker T derrotó a Rick Steiner ganando el Campeonato de los Estados Unidos de la WCW (7:31)
  - Booker cubrió a Steiner después de un "Book End".
- Dusty Rhodes y Dustin Rhodes derrotaron a Ric Flair y Jeff Jarrett (9:58)
  - Dustin cubrió a Flair con un "roll-up".
  - La persona que fuera cubierta debía besar el trasero de la persona que eligiera el que le cubrió.
  - La siguiente noche en WCW Monday Nitro, Ric Flair y Jeff Jarrett fueron forzados a besar el trasero del burro de Dusty, Silver Dollar.
- Scott Steiner (con Midajah) derrotó a Diamond Dallas Page en un Falls Count Anywhere match reteniendo el Campeonato Mundial de la WCW (14:14)
  - Steiner ganó cuando Page quedó KO después de un "Steiner Recliner".
  - Durante la pelea, Rick Steiner interfirió a favor de Scott.